# Willem Abraham de Wijn
Willem Abraham de Wijn (Amsterdam, 20 oktober 1902 – Hoofddorp, 1 oktober 1983) was een Nederlandse kunstschilder en graficus.

## Biografie
Zijn vader Willem, zeeofficier bij de Stoomvaart Maatschappij "Nederland", kreeg in 1910, op een van zijn eerste reizen als gezagvoerder, op de rede van Batavia malaria, waar hij aan bezweek. Het gezin is dan al naar Haarlem verhuisd, waar Willem verder opgroeit. Na de HBS-B wil hij in de voetsporen van zijn vader treden, maar tot zijn levenslange verdriet wordt hij voor de Zeevaartschool afgekeurd op zijn ogen. Als 'next best' kiest hij voor een opleiding Scheepsbouw HTS, diploma in 1924. Hij gaat aan de slag bij verschillende scheepswerven, onder andere in Groningen, waar hij Jantien van Dokkum leert kennen, met wie hij in 1929 trouwt. Ondertussen heeft Willem al een grote interesse voor tekenen ontwikkeld, met als vroegst bekend werk een tekening in kleur uit 1918. Hij neemt les bij Grootens, maakt in 1921 zijn eerste olieverfwerkje, oefent veel en begint te aquarelleren. Die belangstelling voor tekenen uit zich ook in het ontwerp van een tafelklok (kast, cijfers en wijzers), meubels, met bijbehorende werktekeningen voor de meubelfabriek, en het ontwerp voor het graf van zijn schoonvader in Veendam in 1934.
De scheepsbouw wordt door de economische crisis rond 1930 ernstig getroffen en noopt Willem een andere weg in te slaan. Dat betekent dat hij zijn liefde en belangstelling voor de kunst tot zijn vak wil maken. Hij volgt medio jaren dertig in Parijs een opleiding bij René Munsch; ook volgt hij daar lessen figuurtekenen. In Nederland wordt hij leerling van Henri Frédéric Boot in Haarlem. In de oorlog leert hij etsen bij Dirk Harting. Veel later zou hij ook lessen krijgen van Tom Schutte.
In de jaren vijftig krijgt hij tweemaal een beurs voor een verblijf van een maand om in Zuid-Frankrijk te werken, waarbij hij zijn logies betaalt met een schilderij. Deze reizen leveren prachtig werk op. Zelf geeft hij les aan de avondtekenschool in Enkhuizen en Haarlem; daarnaast geeft hij privélessen. In de jaren zestig levert hij werk af in het kader van de contraprestatie.
Hoewel zijn werk als schilder en als graficus nauw met elkaar zijn verweven en er geen scherpe scheidslijn valt te trekken, worden de twee vakgebieden toch apart beschreven.

### Schilder
Willem de Wijn kan het beste worden getypeerd als een traditioneel figuratief schilder, voor wie de vakbekwaamheid een eerste vereiste is. Het steeds verder ontwikkelen van zijn schildertechniek heeft hem zijn leven lang beziggehouden. Van Boot leert hij heel goed kijken, en vertalen wat hij ziet naar het doek; penseelvoering, kleur, compositie, en lichtinval spelen daarbij een grote rol. De aandacht voor het licht krijgt hij van zijn 'lichtend' voorbeeld Rembrandt, op wiens werk hij niet uitgekeken raakt. Ook het leren opstellen van de ingrediënten voor een stilleven, ogenschijnlijk toevallig neergezet, maar altijd met zorg gecomponeerd, vormt een belangrijk element in zijn ontwikkeling. Hij schildert naar het leven, en stelt er een eer in te zorgen dat zaken als vorm, perspectief, schaduw en dergelijke altijd kloppen. Zijn stijl wordt wel lyrisch-impressionistisch, soms wat dramatisch, genoemd. Een enkele uitzondering daargelaten, is hij wars van modernismen, en zal dat zijn leven blijven.
De onderwerpen voor zijn schilderijen zijn voornamelijk stillevens, duidelijk beïnvloed door Boot, landschappen en scheepsbouw. Daarnaast genieten bedrijven zoals de Hoogovens, staalbedrijven en de industrie zijn grote interesse en leveren ook opdrachten op.
Naast werken met olieverf heeft hij een voorliefde voor aquarelleren, wat hij van jongs af aan doet en waarin hij zich prachtig kan uiten. Door de jaren heen is duidelijk waarneembaar dat hij de aquareltechniek steeds beter gaat beheersen. Veelal als aanloop naar een schilderij of aquarel is de schets een onontbeerlijk onderdeel van zijn werk, en een schetsboek derhalve een vast attribuut. Behalve een potlood, heeft hij altijd een vulpen met zwarte Oost-Indische inkt bij zich. Hij maakt vlotte schetsen van onderwerpen die hem interesseren, doet herhaalde oefeningen om een bepaalde vorm onder de knie te krijgen, maar maakt ook uitgewerkte tekeningen, veelal landschappen ter plaatse. De Amsterdamse haven was voor hem een bron van inspiratie.
Als scheepsbouwkundig ingenieur is hij in staat om de blauwdruk voor de bouw van een schip te vertalen in een voorstelling van het schip op zee. Deze unieke vaardigheid levert een aantal opdrachten van scheepswerven op. Hoewel artistiek niet altijd even interessant zijn het welkome opdrachten. Zeer ingenomen is hij met de opdracht van de Stoomvaart Maatschappij Zeeland eind jaren vijftig voor het maken van een uitgebreide brochure over de Koningin Wilhelmina, een nieuw schip voor de lijn Hoek van Holland-Harwich. Hij volgt de bouw op de werf, aquarelleert het schip op volle zee en maakt impressies van het interieur lang voordat het schip in de vaart komt. De 24 aquarellen uit de brochure zijn in 1982 aangekocht door het Rijksmuseum Nederlands Scheepvaart Museum in Amsterdam. Portretschilderen is vanaf de jaren dertig een steeds terugkerend element dat hem zeer boeit en waar hij veel energie in stopt. Zijn zelfportretten geven een mooi beeld van de ontwikkeling van zijn gelaat. Na de productieve jaren vijftig en zestig blijft hij ook op latere leeftijd zeer actief. Hij trekt er nog regelmatig op uit met schetsboek en reisezel, en vertaalt zijn in situ gemaakte schetsen in zijn atelier in aquarellen of schilderijen. Daar komen ook nog de nodige stillevens tot stand, veelal in groot formaat. Hij reist met zijn tweede vrouw Vera meermaals naar de Canarische eilanden, waar het heldere licht, de kleuren van het land en de zee hem zeer verrukken en hem uitdagen dat met penseel vast te leggen.

### Graficus
Waarschijnlijk is bij Willem al tijdens zijn Parijse verblijf de liefde voor typografie van Munsch op hem overgeslagen. Dat komt hem goed van pas bij zijn werk als graficus waarmee hij vooral zijn levensonderhoud kan bekostigen. Hij bekwaamt zich op een breed terrein en brengt in de tweede helft jaren dertig een eigen reclamefolder uit voor zijn atelier voor publiciteit. In 1941 doet hij iets soortgelijks met een folder waarbij hij weer een directe relatie legt tussen het schilderij en de reclame. Een plezierige omstandigheid vormt het feit dat er in de periodes voor en na de oorlog bij bedrijven veel belangstelling bestaat voor de inbreng van kunst in reclames en technische brochures. Met zijn artistieke talent, gekoppeld aan zijn technische kennis, hoopt hij opdrachten in brede zin te verwerven. Hij is actief in het benaderen van bedrijven voor opdrachten en maakt in een aantal gevallen ontwerpen voor reclameboodschappen op no-cure-no-paybasis. Er ontstaat tot in de jaren zestig een imposante lijst met zeer diverse opdrachtgevers voor wie hij reclamefolders, affiches, vouwbladen, kalenders, ex libris, kerstkaarten, uitnodigingen en boekomslagen ontwerpt. Interessant daarbij is dat hij in de jaren dertig de opdrachtgever niet alleen een ontwerp offreert, maar een compleet product, dus inclusief de kosten van clichés, papier en drukker. Zo levert hij in 1939 aan Multifilm 2.000 folders over de 16 mm kleurenfilm voor een totaalbedrag van fl. 177,20. Hij had vele contacten met drukkerijen en papiergroothandels, en was geheel en al thuis in die materie. Voor brochures maakt hij niet alleen de lay-out, hij kiest ook het lettertype, verwerkt de aangeleverde tekst in tekstblokken, en licht het geheel toe met technische en artistieke tekeningen en aquarellen, soms ook met foto’s. Hij bezit de kennis of maakt zich die eigen als het gaat om complexe onderwerpen als de bouw van een stuwdam in Zuid-Frankrijk, de waterhevels van machinefabriek Spaans, of de bouw van een cyclotron voor Philips. Zijn contacten met Philips resulteren in opdrachten voor kalenders, een grote poster en een scheikundig periodiek systeem.
Hij wordt al voor de oorlog lid van de Club van Veertig, een organisatie die zich inzet voor de gehele reclamebranche. De Club brengt direct na de oorlog een speciale uitgave uit met als titel: Juist Nu Reclame. Niet alleen is zijn eigen reclamefolder uit 1941 hierin opgenomen, maar zijn werk is ook royaal aanwezig in de bladzijden van het Nederland reclameadviesbureau ir. J. Bauduin, met welk bureau hij in die tijd veelvuldig samenwerkte.

### Omvang oeuvre
Het is niet met zekerheid vast te stellen hoe groot het oeuvre is. Daarbij spelen twee factoren een grote rol: wat rekenen we tot zijn oeuvre en hoeveel werk heeft hij tijdens zijn leven verkocht. Arbitrair is een keus gemaakt om circa 400 schetsen en studies niet mee te tellen. Aan de hand van zijn incomplete aantekeningen komt een aantal van circa 150 verkochte werken naar voren. Het werk als graficus is hier niet in begrepen; het valt niet na te gaan hoeveel werk, waarvan geen druk bekend is, in die sector is gemaakt. Met bovenstaande slagen om de arm wordt de omvang van het werk geschat op ruim 1220.

### Verkocht werk
Gedurende zijn hele leven verkoopt hij met enige regelmaat schilderijen, aquarellen en tekeningen. Grotendeels gaat het om verkoop aan particulieren, zonder gedetailleerde gegevens van de kopers, zodat nu onbekend is waar dat werk zich bevindt. De verkoop in 1982 van werken aan het Nederlands Scheepvaart Museum in Amsterdam ervaart hij als een vorm van erkenning en vormt een soort kroon op zijn werk.

### Lidmaatschappen
- KZOD Kunst Zij Ons Doel (1936–1969)
- Club van Veertig, een publiciteitsclub (1938–1983)[1]
- GVR Genootschap voor Reclame (1937–)
- VRI Vereniging Reclame-ontwerpers en Illustrators (1948–1983)
- GVN Beroepsvereniging van Grafisch Vormgevers in Nederland

### Tentoonstellingen
- 1963 Gouda
- 1976 Heerlen
- 1977 Van Gogh Museum te Amsterdam
- 1977 Valkenburg
- 1978 Edam (aangeboden door de Club van Veertig)
- 1979 Zuidlaren
- 1979 Plein 7
- 1982 Ammerzoden
- 1982 (juni) kasteel Amerongen
- 1982 (september) Glazen Huis te Amsterdam
- 1999 galerie de Gouverneurstuin te Assen

### Stichting W.A. de Wijn
De stichting W.A. de Wijn is op 22 oktober 2014 opgericht en heeft als statutaire doelstelling: het beheren, onderhouden, restaureren en documenteren van het oeuvre van de kunstschilder Willem Abraham de Wijn, en het bevorderen van de bekendheid van het oeuvre. Op de website van de stichting zijn al ruim 800 werken opgenomen.